# Medicina prepaga (Argentina)
La medicina prepaga en Argentina son empresas privadas que prestan un servicio de seguro médico a través del pago de una cuota. Forman el sistema de asistencia sanitaria privada del país junto a las obras sociales que dependen de los sindicatos. Según el censo de 2010 la cantidad de afiliados a la medicina prepaga alcanza los 6.2 millones (16.7 %).Existen alrededor de 700 compañías, aunque muchas de ellas se consideran fantasmas , alrededor de 651 compañías cuentan con inscripciones transitorias.

## Definición
Según la ley 26.682  y sus decretos reglamentarios. definen como empresas de medicina prepaga a:

...toda persona física o jurídica, cualquiera sea el tipo, figura jurídica y denominación que adopten cuyo objeto consista en brindar prestaciones de prevención, protección, tratamiento y rehabilitación de la salud humana a los usuarios, a través de una modalidad de asociación voluntaria mediante sistemas pagos de adhesión, ya sea en efectores propios o a través de terceros vinculados o contratados al efecto, sea por contratación individual o corporativa.

La Comisión Nacional de Defensa de la Competencia (CNDC)  investigo a siete principales empresas de medicina prepaga por presunta cartelización. La investigación se centra en la coordinación de aumentos de precios entre diciembre de 2023 y abril de 2024.

## Marco Legal
Ley 26.682 , Decreto 1993/2011, Decreto 743/22

## Cobertura
La cobertura mínima de incluye:
- Atención médica.
- Internación.

Los tratamientos cubiertos se encuentra estipulados en el Programa Médico Obligatorio (PMO) que regula el Ministerio de Salud.

## Aumento de prepagas por edad
Las cuotas en los planes de medicina prepaga suele aumentar por edad. En general, a medida que una persona envejece, es probable que experimente ajustes en sus cuotas. Sin embargo estos aumentos no se realiza de acuerdo con las regulaciones establecidas por las autoridades competentes ya que la Ley de medicina prepaga no autoriza aumentos por edad para aquellos afiliados que hayan suscripto sus contratos con anterioridad l año 2019.
Por lo que es importante que los usuarios comprendan estas políticas y consideren consultar con un abogado especialista cuando reciban aumentos que no sean los autorizados por inflación.
En la actualidad el decreto 102/2025 autoriza que las cuotas para mayores no pueden superar tres veces lo que paga una persona joven por el mismo plan. Esto protege especialmente a personas mayores de 60 años.